# 笠ヶ岳 (長野県)
笠ヶ岳（かさがたけ）は、長野県下高井郡山ノ内町と上高井郡高山村の境にある標高2,076mの山。笠岳とも呼ばれる。日本三百名山や信州百名山に選定されている。

## 概要
熔岩ドームでできた山頂部は、横手山方面からは鋭く尖って見え、万座峠方面からは釣り鐘型に見える特異な形状である。熊ノ湯の背後にダルマのように、むっくり頭を持ち上げている笠ヶ岳の特異な姿は、志賀高原のシンボルである。山頂は、輝石安山岩で形成された溶岩円頂丘である。熔岩石の転がる山頂には山ノ内町の佐野神社の奥宮が鎮座し、横手山、岩菅山といった志賀高原の山々、浅間山、四阿山、北アルプスの眺望が良い。

## 登山
ほたる温泉バス停（硯川）から峠の茶屋を通って笠ヶ岳山頂に向かう往復のルート（全長7km）が「笠ヶ岳登山コース」として整備されている。
山田牧場から熊ノ湯への鞍部を越して木戸池付近へ通じる車道があるため、峠の茶屋を起点に1時間程で往復することもできる。夏はコケモモやシャクナゲ等が咲く。
北尾根を登る本来のメインルートは廃道となっている。

## ギャラリー

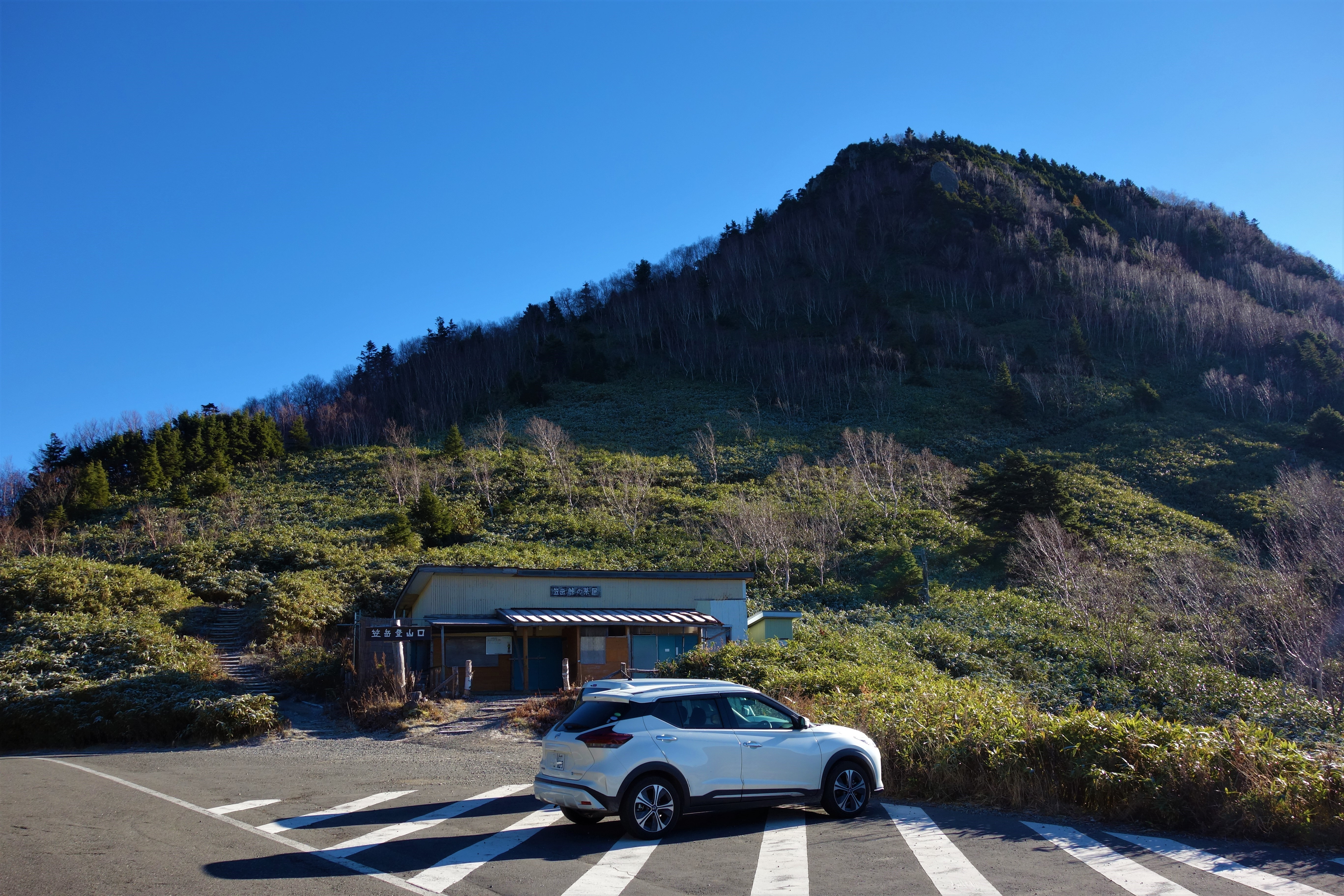
峠の茶屋から笠ヶ岳
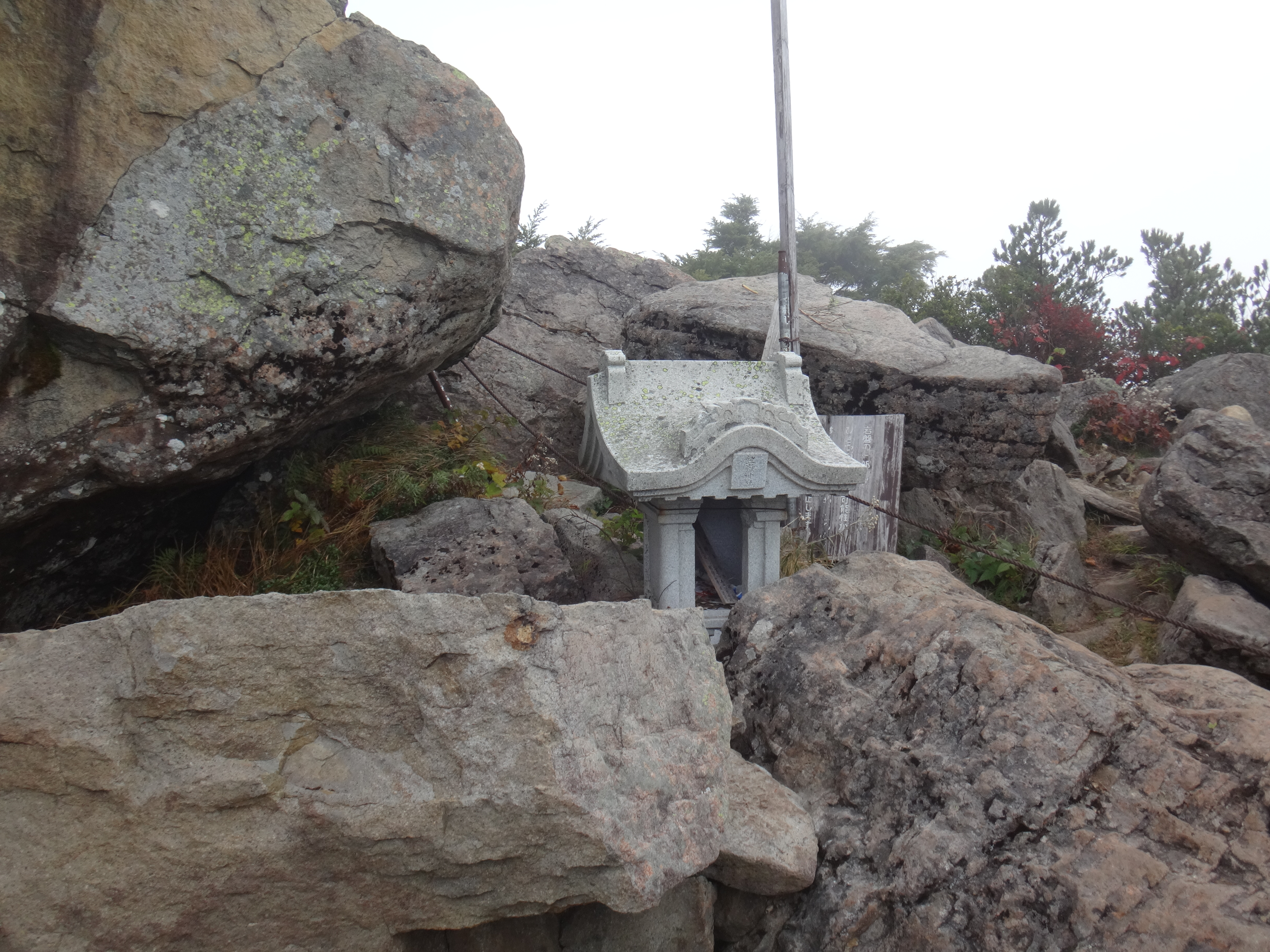
山頂の祠
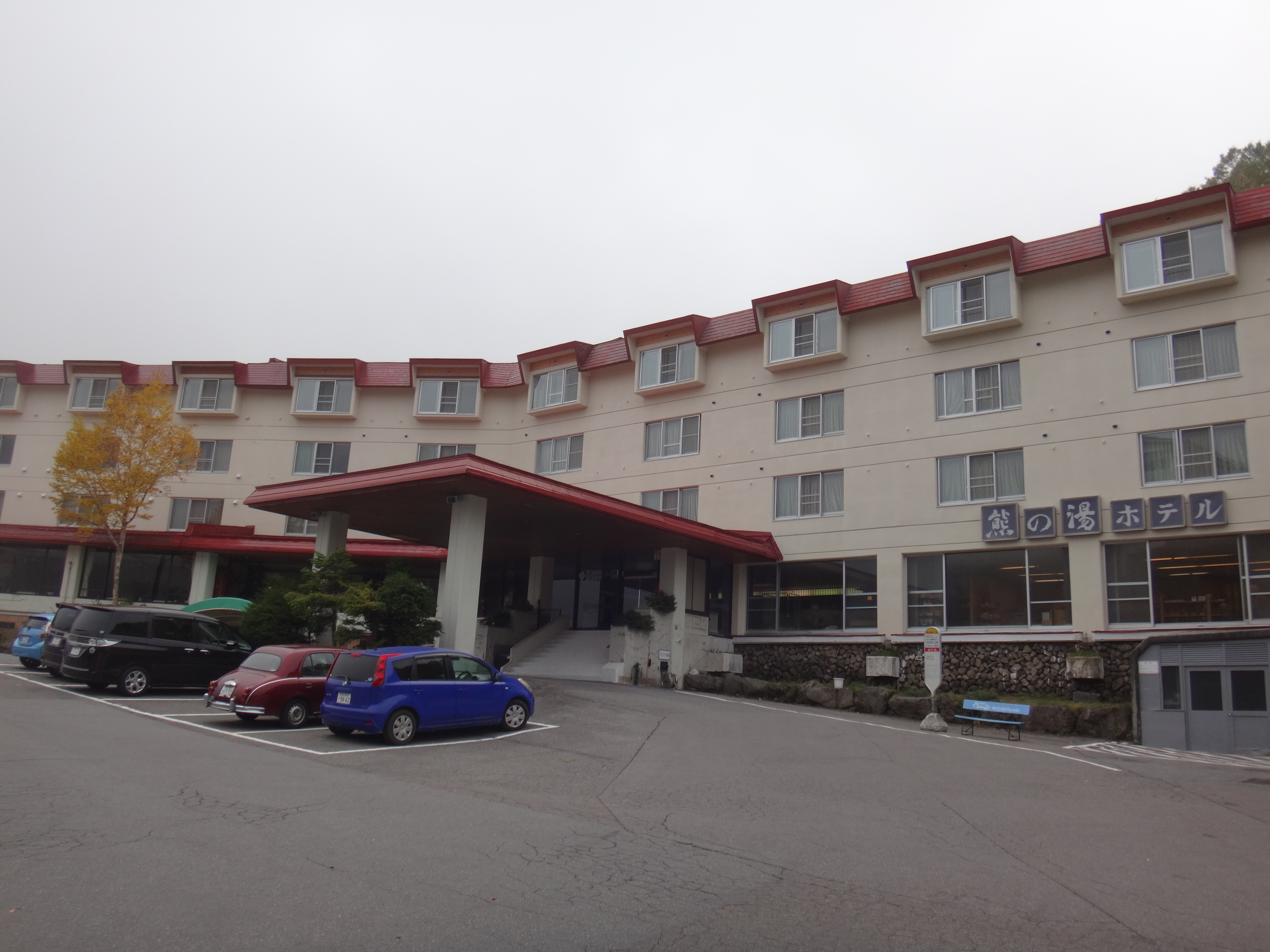
登山基地となる熊の湯
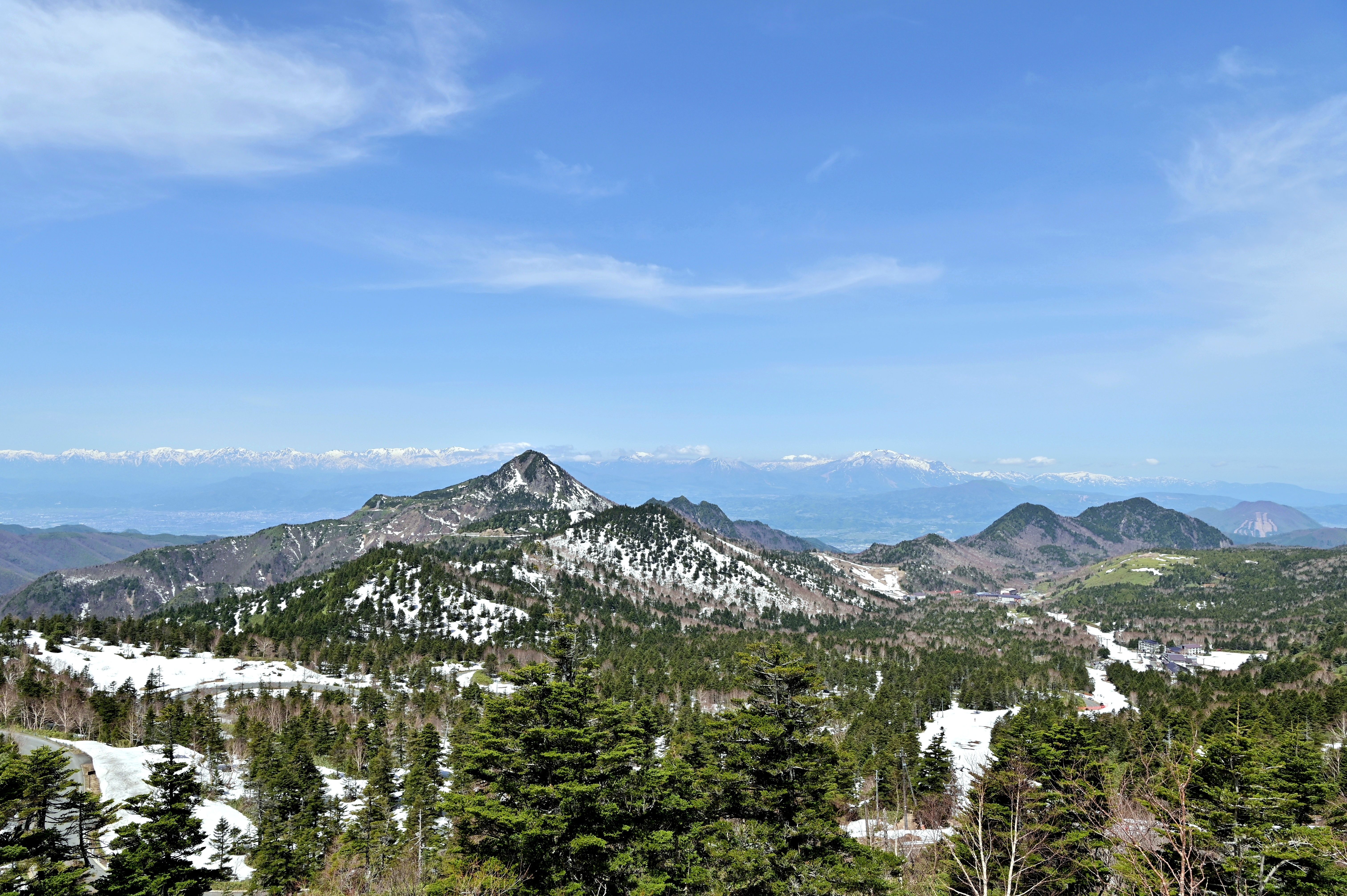
横手山ドライブインからの笠ヶ岳
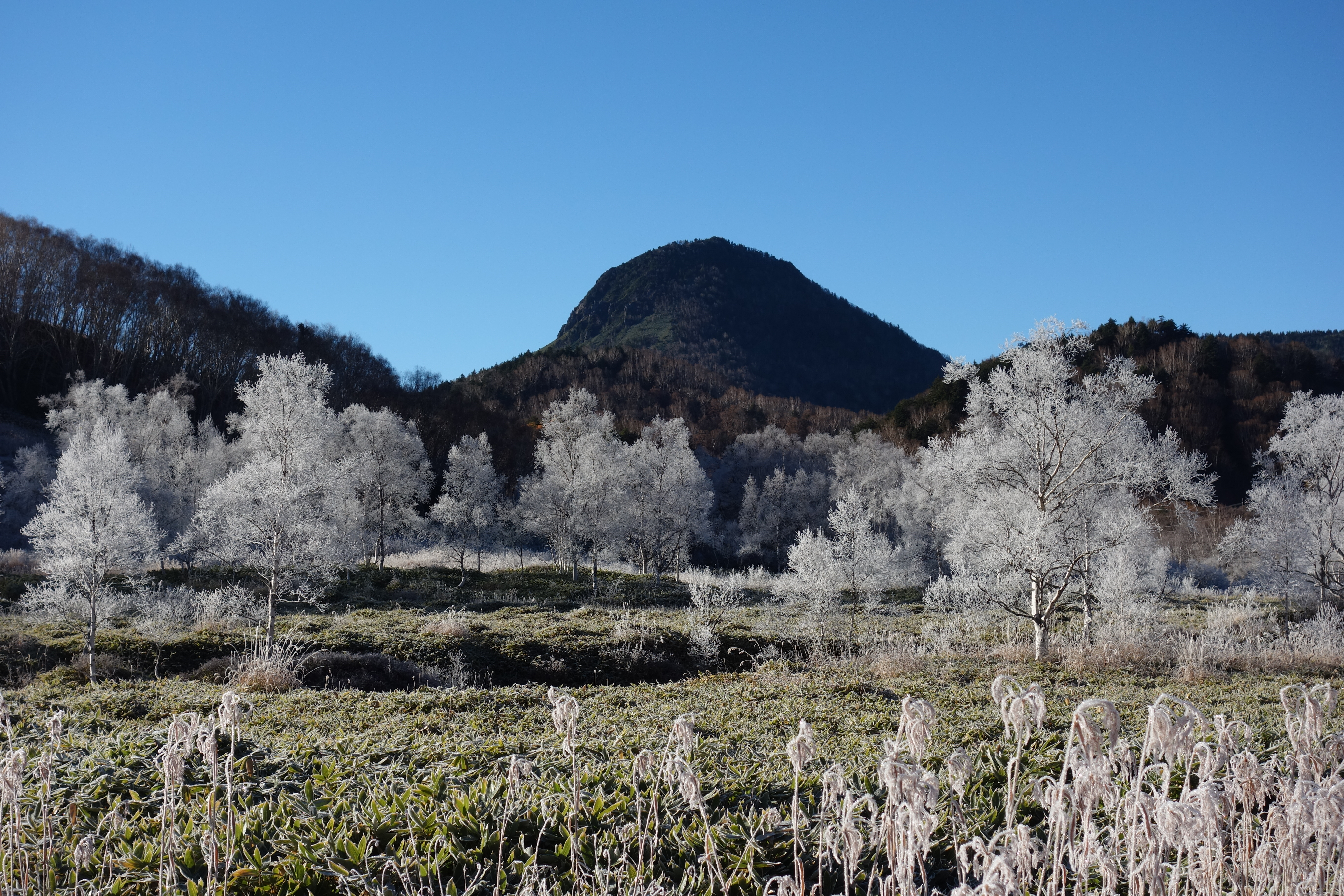
田ノ原湿原からの笠ヶ岳